# Frevo
O frevo é um ritmo musical e uma dança brasileira com origem no estado de Pernambuco. Sua música baseia-se na fusão de gêneros como marcha, maxixe, dobrado e polca, e sua dança foi influenciada pela capoeira.
Foi declarado Patrimônio Imaterial da Humanidade pela UNESCO no ano de 2012, sob a designação "Frevo: Arte do Espetáculo do Carnaval do Recife".

## Origem
Surgido em Pernambuco no fim do século XIX, o frevo caracteriza-se pelo ritmo extremamente acelerado. Muito executado durante o carnaval, eram comuns conflitos entre blocos de frevo, em que capoeiristas saíam à frente dos seus blocos para intimidar blocos rivais e proteger seu grupo.
O frevo é uma criação de compositores de música ligeira, feita para o carnaval para proporcionar mais animação nos folguedos. Com o decorrer do tempo, o frevo ganhou características próprias.

## Dança

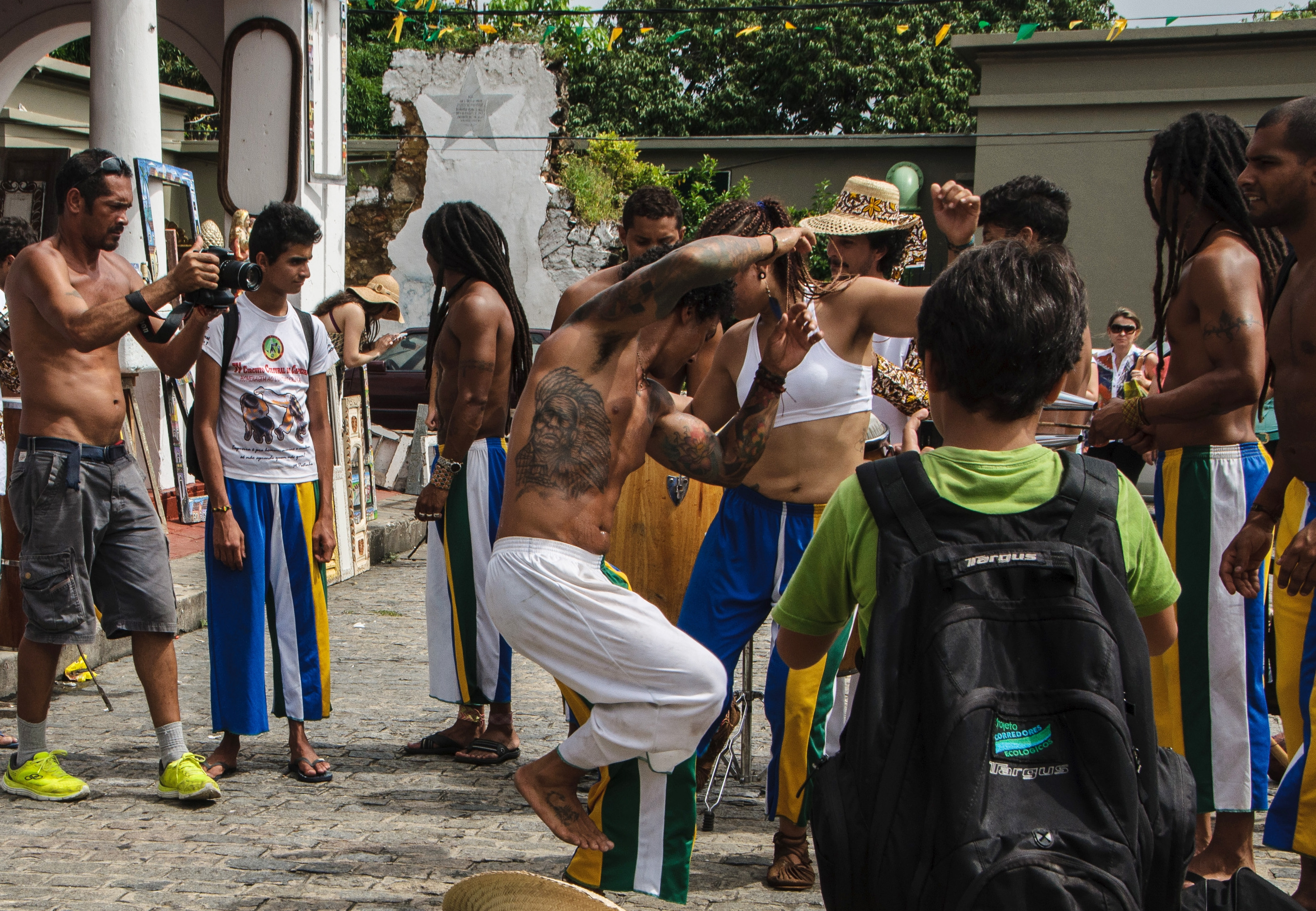
A capoeira, que, considera-se, surgiu no Quilombo dos Palmares (situado na então Capitania de Pernambuco), influenciou diretamente as origens do frevo.

Da junção da capoeira com o ritmo do frevo nasceu o passo. A dança do frevo foi utilizada inicialmente como arma de defesa dos passistas que remete diretamente a luta, resistência e camuflagem, herdada da capoeira e dos capoeiristas, que faziam uso de porretes ou cabos de velhos guarda-chuvas como arma contra grupos rivais. Foi da necessidade de imposição e do nacionalismo exacerbado no período das revoluções pernambucanas que foi dada a representação da vontade de independência e da luta na dança do frevo.
A dança do frevo pode ser de duas formas: quando a multidão dança, ou quando passistas realizam os passos mais difíceis, de forma acrobática durante o percurso. O frevo possui mais de 120 passos catalogados.
Os músculos mais requisitados do frevo são os das pernas e do abdômen.

## Origem do nome
A palavra frevo vem de ferver, por sua corruptela, frever, que passou a designar: efervescência, agitação, confusão, rebuliço; apertão nas reuniões de grande massa popular no seu vai e vem em direções opostas, como o Carnaval, de acordo com o "Vocabulário Pernambucano", de Pereira da Costa.
Divulgando o que a boca anônima do povo já espalhava, o Jornal Pequeno, vespertino do Recife que mantinha uma detalhada seção carnavalesca da época, assinada pelo jornalista "Oswaldo Oliveira", na edição de 9 de fevereiro de 1907, fez a primeira referência ao ritmo, na reportagem sobre o ensaio do clube Empalhadores do Feitosa, do bairro do Hipódromo, que apresentava, entre outras músicas, uma denominada O frevo. E, em reconhecimento à importância do ritmo e a sua data de origem, em 9 de fevereiro de 2007 a Prefeitura do Recife comemorou os cem anos do Frevo durante o carnaval.

## Instrumentos e a letra
De instrumental, o gênero ganhou letra no frevo-canção e saiu do âmbito pernambucano para tomar o resto do Brasil. Basta dizer que O teu cabelo não nega, de 1932, considerada a composição que fixou o estilo da marchinha carnavalesca carioca, é uma adaptação do compositor Lamartine Babo do frevo Mulata, dos pernambucanos Irmãos Valença.
A primeira gravação com o nome do gênero foi o Frevo Pernambucano (Luperce Miranda/Oswaldo Santiago) lançada por Francisco Alves no final de 1930. Um ano depois, Vamo se Acabá, de Nelson Ferreira, pela Orquestra Guanabara recebia a classificação de frevo.

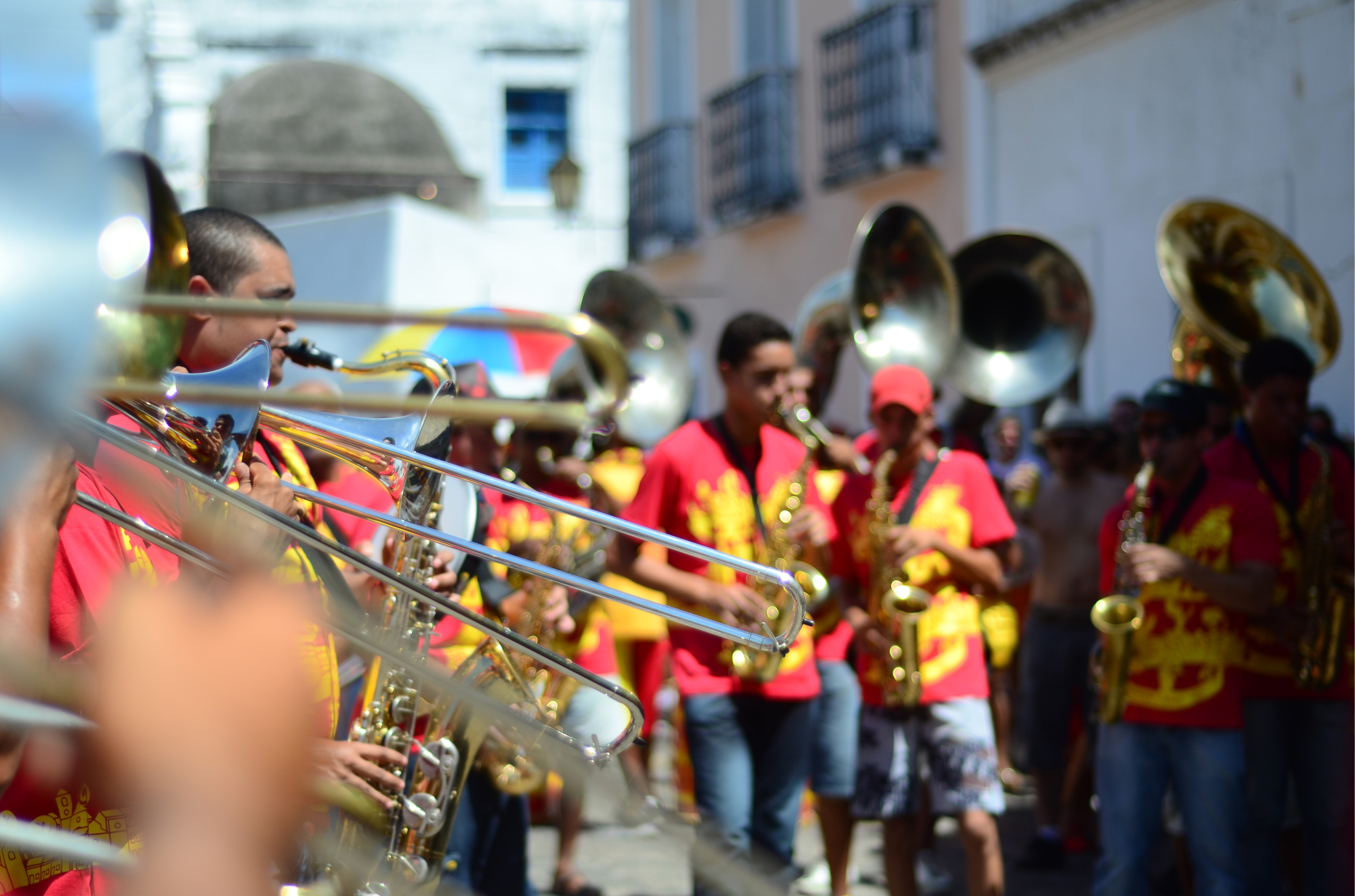
Orquestra de frevo nas ruas do Centro Histórico de Olinda.

Dois anos antes, ainda com o codinome de "marcha nortista", saía do forno o pioneiro Não Puxa Maroca (Nelson Ferreira) pela orquestra Victor Brasileira, comandada por Pixinguinha.
Ases da era de ouro do rádio como Almirante (numa adaptação do clássico Vassourinhas), Mário Reis (É de Amargar, de Capiba), Carlos Galhardo (Morena da Sapucaia, O Teu Lencinho, Vamos Cair no Frevo), Linda Batista (Criado com Vó), Nelson Gonçalves (Quando é Noite de Lua), Cyro Monteiro (Linda Flor da Madrugada), Dircinha Batista (Não é Vantagem), Gilberto Alves (Não Sou Eu Que Caio Lá, Não Faltava Mais Nada, Feitiço), Carmélia Alves (É de Maroca) incorporaram frevos a seus repertórios.
Em 1950, inspirados na energia do frevo pernambucano, a bordo de uma pequena fubica, dedilhando um cepo de madeira eletrificado, os músicos Dodô & Osmar fincavam as bases do trio elétrico baiano que se tornaria conhecido em todo o país a partir de 1969, quando Caetano Veloso documentou o fenômeno em seu Atrás do Trio Elétrico.

## O frevo no carnaval

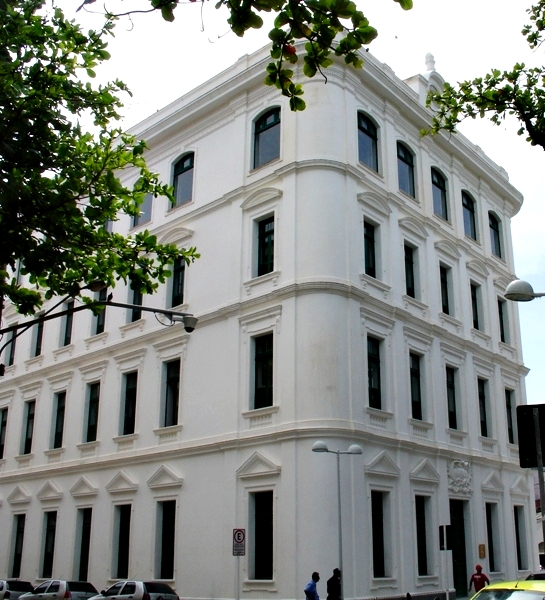
Paço do Frevo, espaço cultural dedicado ao frevo no Recife.

Sobre a gênese do frevo, o pesquisador Leonardo Saldanha sintetiza suas principais matrizes, indicando outros gêneros que deram origem ao gênero. Segundo ele, o frevo nasceu com influências de gêneros como a polca-marcha, dobrado ária popular e menos diretamente da modinha. Durante o início do seu desenvolvimento também sofreu influências do maxixe. Através de rótulos da indústria fonográfica ficou conhecido no resto do país como marcha-nortista e marcha-pernambucana. Apenas na era de ouro do rádio passou a ter a designação de seus subgêneros, onde sua vertente cantada passou a ser denominada frevo-canção.
Nelly Carvalho et al. dividem a história do carnaval em três fases de acordo com suas características socioculturais. Segundo os autores, a primeira fase é referente ao período que vai desde a época colonial até a década de 1850. Nessa fase, temos um carnaval de estilo lusitano com o surgimento ao final da década de 1840 do “Zé Pereira”. A segunda fase vai de 1850 até 1920. Nesse período, tem-se um carnaval marcado pelo crescimento das festas de momo aos moldes dos carnavais burgueses europeus. Na terceira e última fase, que vai de 1920 até os dias atuais, com a Proclamação da República e abolição da escravatura, tem-se o surgimento de vários clubes oriundos das classes populares que, apesar dos incentivos do governo e da imprensa que prestigiavam o carnaval burguês europeu, faziam as ruas ferverem. Nesse contexto, nascia o frevo.

Segundo o historiador Leonardo Dantas, o entrudo, antepassado dos atuais carnavais, é conhecido em Pernambuco desde os primeiros anos da colonização. Na segunda metade do século XIX, a manifestação era festejada por grande parte da população pobre, composta por trabalhadores e escravos libertos, além de parte da elite. Algumas práticas permanecem até hoje noRecife e em Olinda, como é o caso do “mela-mela”, que hoje, além de água de cheiro, tintas e líquidos, também conta com água dos canais da cidade, atiradas sobre os coletivos e automóveis dessas cidades Pernambucanas. Diversos artistas plásticos retrataram o entrudo desde o século XVI até os dias de hoje. Na Figura ao lado, vemos um registro de Jean-Baptiste Debret (1768-1848), retratando a manifestação do entrudo no período em que esteve no Brasil.

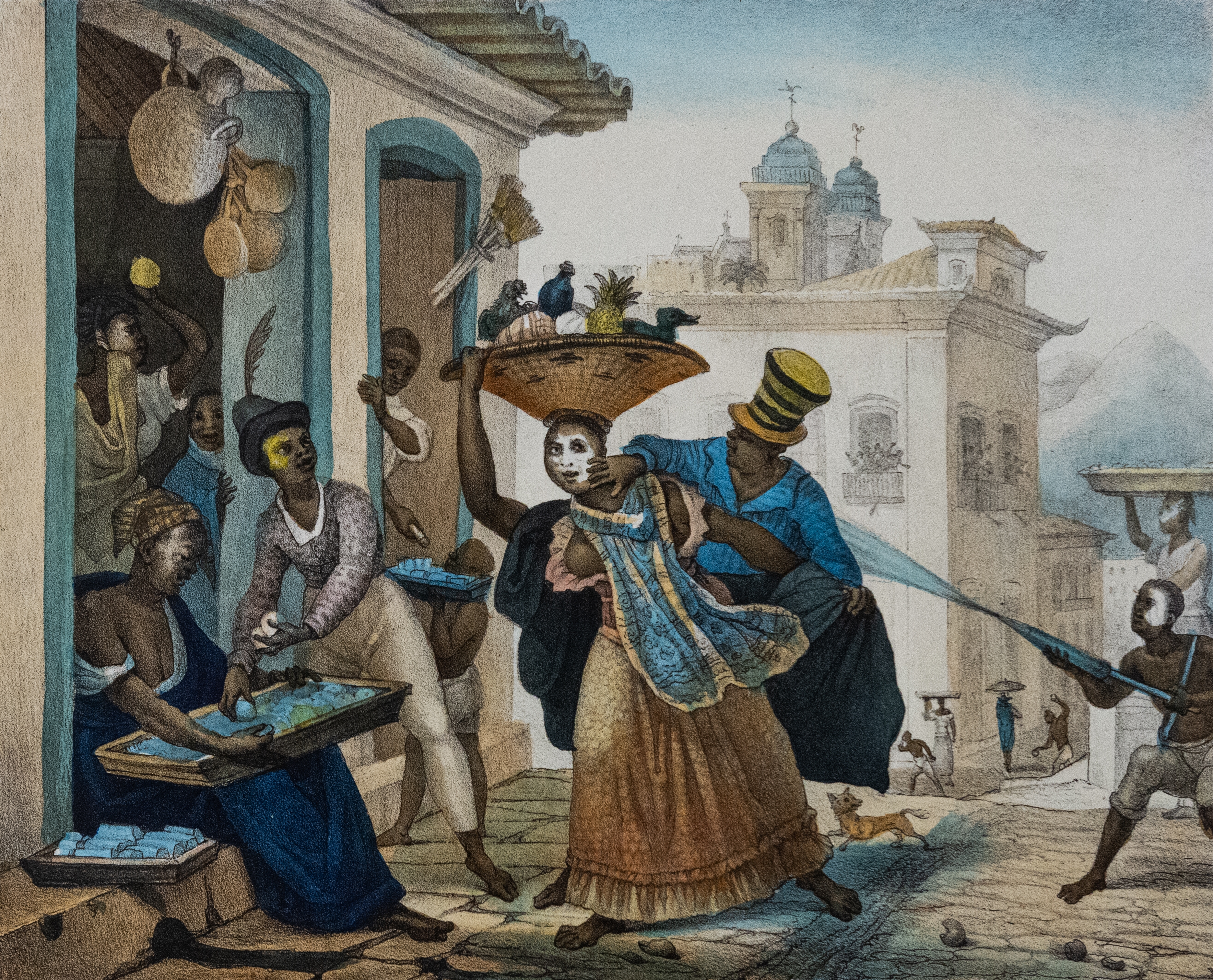
Carnaval de Rua Prancha” by Jean-Baptiste Debret, engraving made in 1834

Em 1957, o frevo Evocação nº 1, de Nelson Ferreira, gravado pelo bloco Batutas de São José (o chamado frevo de bloco) invadiria o carnaval carioca derrotando a marchinha e o samba. O lançamento era da gravadora local, Mocambo, que se destacaria no registro de inúmeros frevos e em especial a obra de seus dois maiores compositores, Nelson (Heráclito Alves) Ferreira (1902-1976) e Capiba. Além de prosseguir até o número 7 da série Evocação, Nelson Ferreira teve êxitos como o frevo Veneza Brasileira, gravado pela sambista Aracy de Almeida e outros como No Passo, Carnaval da Vitória, Dedé, O Dia Vem Raiando, Borboleta Não É Ave, Frevo da Saudade. A exemplo de Nelson, Capiba também teve sucessos em outros estilos como a clássica valsa canção Maria Bethânia gravada por Nelson Gonçalves em 1943, que inspiraria o nome da cantora. Depois do referido É de Amargar, de 1934, primeiro lugar no concurso do Diario de Pernambuco, Capiba emplacou Manda Embora Essa Tristeza (Aracy de Almeida, 1936), e vários outros frevos que seriam regravados pelas gerações seguintes, como De Chapéu de Sol Aberto, Tenho uma Coisa pra lhe Dizer, Quem Vai pro Farol é o Bonde de Olinda, Linda Flor da Madrugada, A pisada é essa, Gosto de Te Ver Cantando.
Cantores como Claudionor Germano e Expedito Baracho se transformariam em especialistas no ramo. Um dos principais autores do samba-canção de fossa, Antônio Maria (Antonio Maria Araújo de Morais, 1921-1964) não negou suas origens pernambucanas na série de frevos (do número 1 ao 3) que dedicou ao Recife natal. O gênero esfuziante sensibilizou mesmo a intimista bossa nova. De Tom Jobim e Vinicius de Moraes (Frevo) a Marcos e Paulo Sérgio Valle (Pelas Ruas do Recife) e Edu Lobo (No Cordão da Saideira) todos investiram no (com)passo acelerado que também contagiou Gilberto Gil a munir de guitarras seu Frevo Rasgado em plena erupção tropicalista.
A baiana Gal Costa misturou frevo, dobrado e tintura funk (do arranjador Lincoln Olivetti) num de seus maiores sucessos, Festa do Interior (Moraes Moreira/Abel Silva) e a safra nordestina posterior não deixou a sombrinha cair. O pernambucano Carlos Fernando, autor do explosivo Banho de Cheiro, sucesso da paraibana Elba Ramalho, organizou uma série de discos intitulada Asas da América a partir do começo dos 1980.
Alceu Valença iniciou-se no gênero com a série de discos Asas da América, idealizada por Carlos Fernando, nos anos 1980. Nesse período, compôs os frevos Homem da Meia-Noite, Sou Eu Teu Amor, Menina Pernambucana, Pitomba Pitombeira. Recriou o clássico Voltei, Recife, de Luiz Bandeira. Seguiramm-se sucessos como Bom Demais, Me Segura Que Senão Eu Caio, Beijando a Flora, Roda e Avisa, De Janeiro a Janeiro, entre outros. Tropicana ganhou versão em frevo, orquestrada pelo maestro Duda. Em 2006, reuniu 150 mil pessoas no Recife na gravação do DVD carnavalesco Marco Zero. Em 2013, lançou o disco Amigo da Arte, também dedicado ao frevo e aos gêneros do carnaval. Seu show anual de carnaval no Marco Zero é um dos principais eventos do calendário da música e da cultura de Pernambuco.

## O levante de Vassourinhas

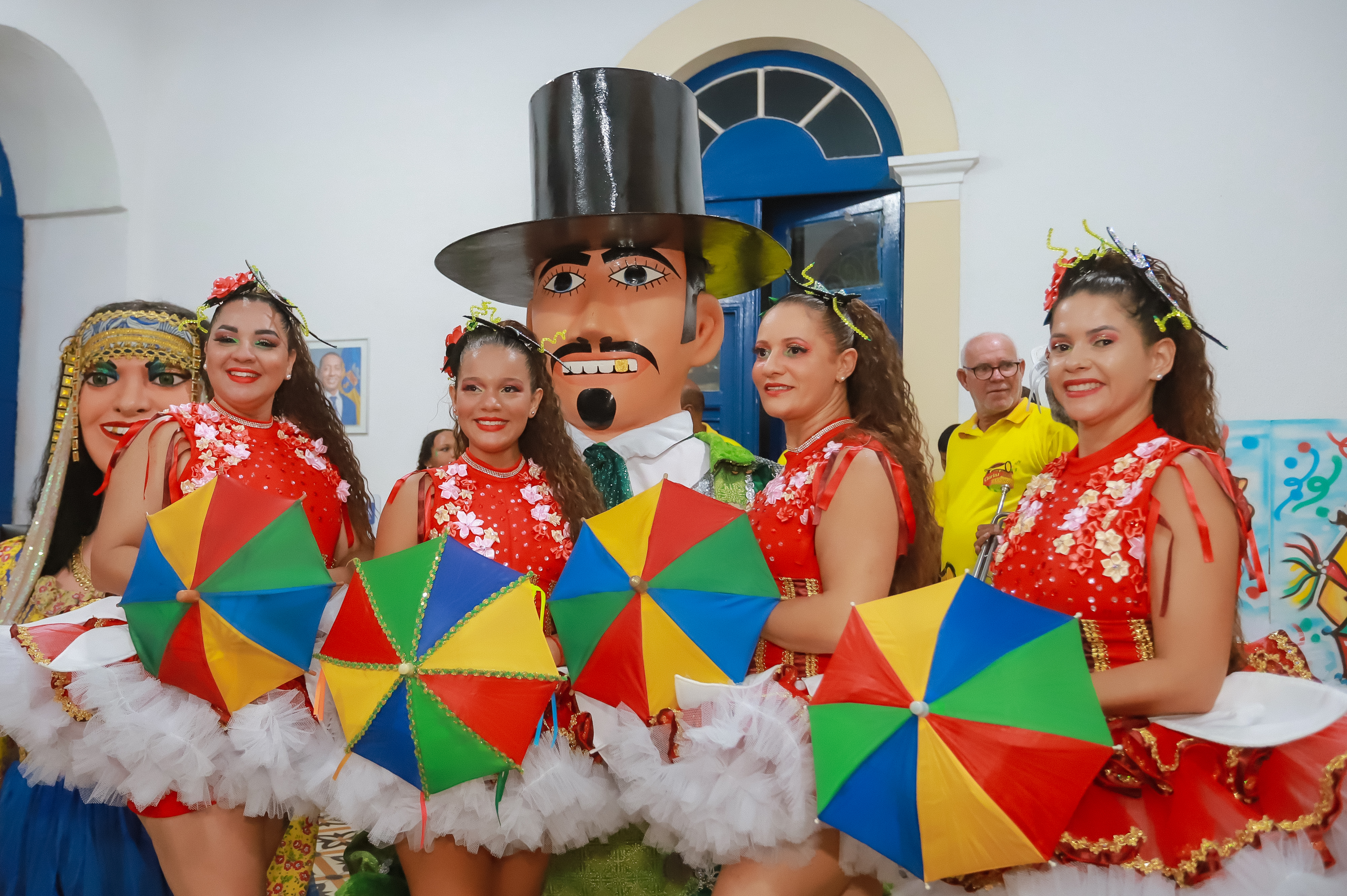
Passistas de Frevo na abertura do Carnaval de Olinda 2023.

Quando as primeiras notas de Vassourinhas são executadas no carnaval pernambucano, a multidão ergue os braços e grita junto e dança freneticamente.

## Galo da Madrugada e preservação do frevo
O Galo da Madrugada é um bloco carnavalesco que preserva as tradições locais. Eles tocam ritmos pernambucanos e desfilam sem cordões de isolamento. O desfile do galo da madrugada é um dos momentos para se ouvir e se dançar frevo no carnaval. É considerado desde 1994 o maior bloco de carnaval do mundo pelo Guinness Book.

## Patrimônio Cultural Imaterial da Humanidade

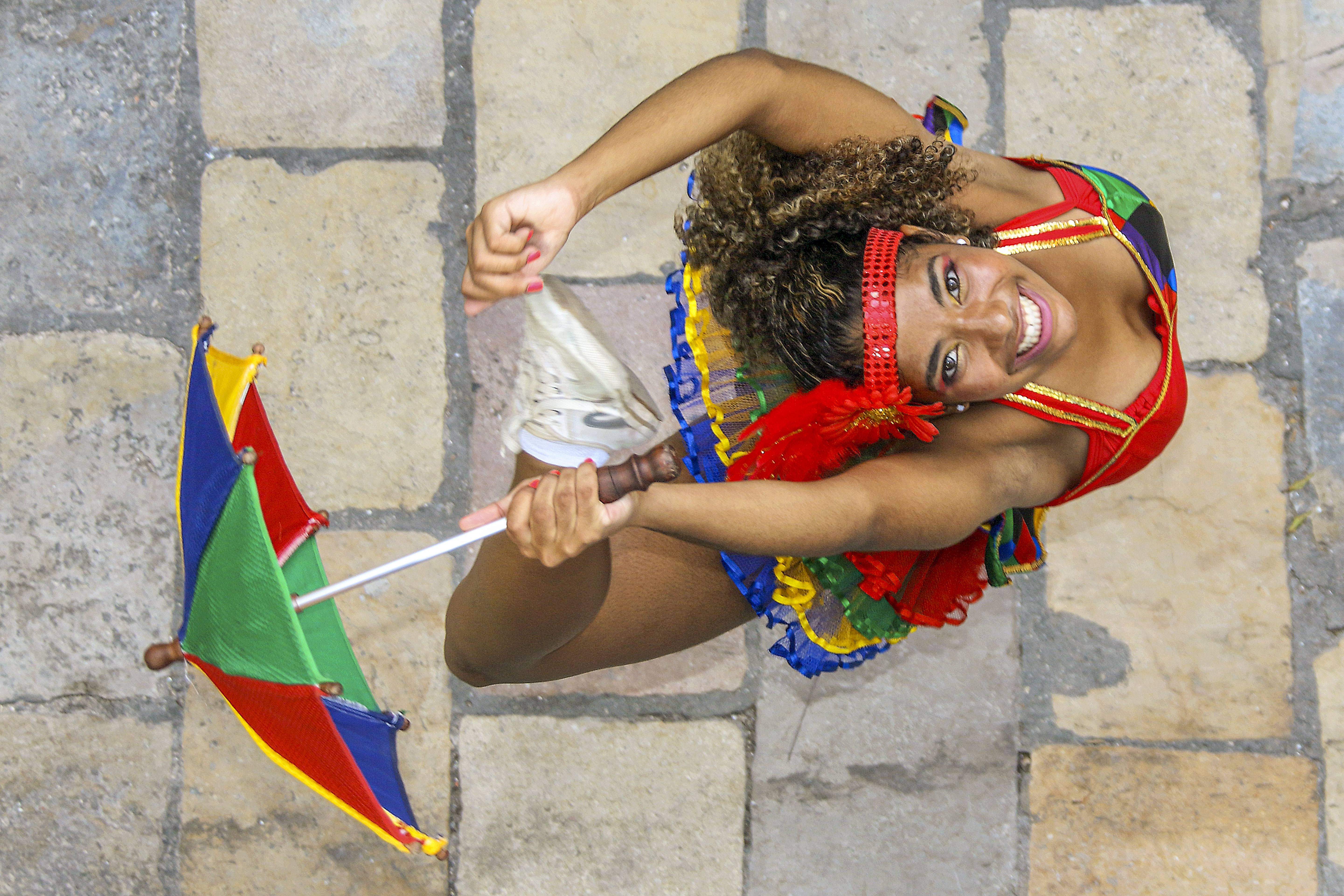
Passista de Frevo.

Em cerimônia realizada na cidade de Paris, França, no ano de 2012, a UNESCO anunciou que, aprovado com unanimidade pelos votantes, o frevo foi eleito Patrimônio Cultural Imaterial da Humanidade.

## Tipos de frevo
Na década de 1930, surgiu a divisão do frevo em três tipos:

### Frevo de rua
Frevo instrumental executado por fanfarras nas ruas ou por big band nos palcos.
A seguir, seguem as análises e exemplos dos três tipos de frevo de rua, comumente encontrados nos textos sobre o assunto.

### Frevo Abafo
Também chamado de “frevo de encontro”, o frevo abafo é tipicamente construído com uma melodia que possui ritmo melódico menos intenso. Este aspecto torna o frevo abafo um frevo de rua de fácil execução, permitindo que tais melodias sejam executados nas ruas com uma dinâmica forte. Este ponto de vista aborda aspectos técnicos. Contudo, sua denominação está mais ligada à sua função dentro da manifestação cultural do carnaval. Este tipo de frevo de rua é utilizado quando dois clubes rivais (a rivalidade entre clubes esteve presente desde suas criações) se encontram nas estreitas ruas e há a tentativa de “abafar” a orquestra rival. Neste sentido, melodias com notas mais longas e executadas em tutti e em uníssono ou em oitavas geram o maior volume sonoro para a tentativa de “encobrir” o som da orquestra que se aproxima. Um dos exemplos clássicos, quando se trata de frevo abafo é o frevo de rua “Cabelo de fogo” do maestro Nunes. É importante ressaltar que o aspecto de melodias em uníssono ou em oitavas, apesar de reforçar a característica de “abafo”, não pode ser visto como algo que diferencie o frevo abafo dos demais tipos. Uma vez que, para a execução nas ruas durante o carnaval, os frevos são comumente arranjados com linhas melódicas neste estilo com o intuito de prover maior volume sonoro às orquestras de rua, tal característica se torna algo comum neste contexto.
Recorrentemente, observa-se que não só em uníssono e em oitavas são orquestradas as melodias. Tipicamente, nos chamados “Pontos harmônicos”, tem-se uma abertura de vozes, comumente com as notas do acorde do momento (normalmente tríades ou tétrades). Outro exemplo de frevo abafo, que é citado frequentemente quando se trata deste tipo de frevo de rua, é o frevo “Fogão”, de Sergio Lisboa. Um clássico nas ruas do carnaval do Recife e de Olinda, este frevo é uma das opções utilizadas na disputa musical das ruas no carnaval. Um terceiro exemplo encontrado é o frevo “Canhão 75”, de Nino Galvão, composto em 1951. Trata-se de um frevo com características que lembram os dobrados pertencentes ao repertório das bandas de música que originou o frevo. Inicia com os saxofones executando a melodia, que será reexposta em tutti mais adiante. Os frevos de abafo são bastante representativos nas ruas do carnaval pernambucano e estes exemplos sintetizam suas características.

### Frevo ventania
Esta é uma denominação que faz referência ao aspecto técnico da melodia executada pelas palhetas, diferentemente do frevo abafo, que parece ter sua denominação derivada de sua função. Um exemplo recorrentemente citado como frevo ventania é o frevo “Mexe com tudo” de Levino Ferreira. Com uma linha melódica nas palhetas com ritmo melódico intenso, que é comumente feita em regiões medianas (nem muito agudas, nem muito graves). De acordo com o explanado anteriormente sobre o frevo de rua executado na rua, reforça-se aqui a dificuldade de aplicação do frevo ventania em meio à multidão. Contudo, destaca-se muito na execução em palco, uma vez que, como visto no início deste trabalho, o frevo de rua executado no palco permitiu arranjo e execuções mais arrojadas e/ou de maior complexidade.

### Frevo coqueiro
Por vezes considerado uma variante do frevo abafo, o frevo coqueiro tem como principal característica as notas agudas nos metais e recorrentemente ritmo melódico acentuado executado pelas palhetas. Este tipo de frevo, em função do volume sonoro atingido com a dinâmica forte nos ataques dos metais em notas altas, é utilizado como frevo abafo algumas vezes. Um exemplo clássico de frevo coqueiro é o frevo de rua “Relembrando o Norte” de Severino Araújo, grande músico, compositor e arranjador que esteve à frente da Orquestra Tabajara por mais de 70 anos. Uma seção dedicada a este grande nome da música brasileira e importante nome na história do frevo será apresentada mais adiante neste trabalho.

### Frevo-canção
O frevo canção em muito se aproxima do frevo de rua. A principal e óbvia diferença é a presença do canto. O subgênero está presente no carnaval pernambucano desde os primórdios do frevo. Segundo Leonardo Saldanha, “Banha de cheirosa”, sem autor identificado, é considerado o primeiro frevo-canção. À época, a música era entoada pelos capoeiras e simpatizante do “Quarto”. A letra é apresentada abaixo.
Quem quiser comprar banha cheirosa
Vá na casa Do Doutor Feitosa
Quem quiser comprar banha de cheiro
Vá na casa Do Doutor Teixeira
À época, o “Espanha” também possuía seus frevos-canção cheios de provocações.
Viva o Quarto
Morra Espanha
Cabeça seca 
É quem apanha
Tipicamente o frevo-canção possui algumas das características que o frevo de rua veio a apresentar de forma recorrente. Dentre esses aspectos típicos, o andamento vivo e as introduções com metais se destacam. Ao longo da história já centenária do gênero, pode-se considerar, com base na produção e popularidade de suas obras, que Nelson Ferreira e Capiba foram os grandes mestres deste subgênero durante boa parte do século XX.
No frevo canção, a melodia principal é realizada pela voz e a orquestra a acompanha com diversos tipos de abordagens e técnicas. Como este subgênero do frevo possui instrumentação próxima ao frevo de rua, destacam-se os diversos tipos de contrapontos, que são realizados para compor o arranjo, sejam eles passivos, ativos e/ou harmonizados .
Diferentemente do frevo de rua, onde de forma recorrente ocorre um diálogo entre os metais (pergunta) e as palhetas (respostas), o frevo-canção se caracteriza por as perguntas serem feitas pelo cantor(a) e as respostas serem dadas pela orquestra de frevo . Essas respostas tanto podem ocorrer em momentos de pausa como durante notas longas na melodia.

### Frevo de bloco

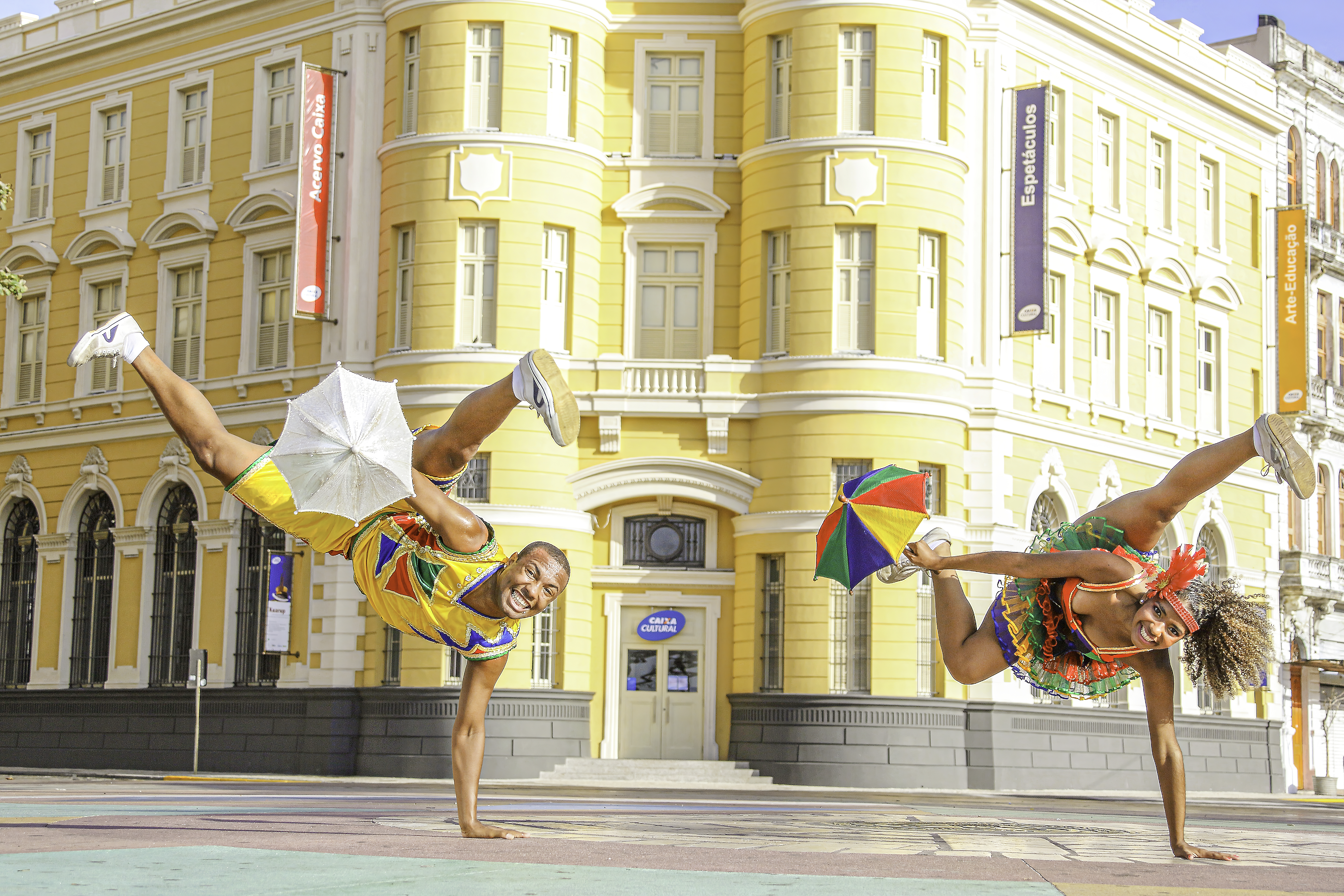
Passistas de frevo no Marco zero do Recife.

Inicialmente conhecido como marcha-bloco, este subgênero veio a se popularizar em torno da segunda década do século XX. Sua definição como gênero causa certa polêmica entre pesquisadores do meio acadêmico. Na sua origem, encontram-se os folguedos dos ciclos natalinos, que em Pernambuco correspondem aos pastoris e no Rio de Janeiro, aos ranchos de reis. Ao contrário dos outros dois tipos de frevo, a instrumentação do frevo de bloco é feita com a chamada banda de pau e corda, com violões, cavaquinhos, somando-se a instrumentos de sopro da família das madeiras, como flauta, clarinete, saxofone.
Segundo Marcos FM, tradicionalmente os frevos de bloco possuem uma “pré-introdução” com o silvo de um apito, o acorde inicial e o bumbo. Esta marcação no bumbo, mesmo em gravações, tornou-se um padrão. Tipicamente origina-se na ação de organizar o grupo na rua e marcar a “cabeça do compasso”. Logo após o bumbo, inicia-se uma introdução, que pode ter 16 compassos corridos, ou 8 em repetição. De forma recorrente, as músicas ainda possuem mais duas partes de 32 compassos corridos, ou 16 com repetição.
Segundo Leonardo Dantas, é no frevo de bloco que está a melhor parte da poesia do carnaval pernambucano.

## O frevo na Bahia
A presença do clube carnavalesco pernambucano Vassourinhas no carnaval de Salvador, em 1951, insipirou os baianos Dodô e Osmar a tocarem o frevo num instrumento por eles inventado, o pau elétrico - que viria a ser conhecido como guitarra baiana, (nome esse dado por Armandinho Macêdo, que introduziu uma 5ª corda- Dó). -, em cima de um Ford 1929 (a famosa Fobica), dando origem ao trio elétrico.
O frevo elétrico, executado através da guitarra baiana, também ficou conhecido como frevo baiano, e desde os anos 1950 até os anos 1980 foi um dos gêneros musicais protagonistas do carnaval soteropolitano e da música baiana de modo geral, tendo sido bastante executado por músicos e bandas como Caetano Veloso, Moraes Moreira, Armandinho, Pepeu Gomes e Novos Baianos, bem como por blocos de trio como Papa Léguas, Camaleão, Beijo e Cheiro de Amor.
No final dos anos 1980, o frevo elétrico se misturaria ao samba-reggae e outros ritmos afro-baianos, afro-brasileiros e caribenhos, dando origem ao axé music.
Nas décadas de 2000 e 2010, o frevo elétrico voltou a ocupar uma posição de destaque nos trabalhos de bandas soteropolitanas como BaianaSystem e Retrofoguetes, com seu projeto paralelo Retrofolia.

## O frevo na música de concerto
Assim como outros gêneros, o frevo também possui obras que referenciam o gênero. No entanto, essas referências ao gênero nem sempre aparecem de forma explicita. É mais comumente apresentado ou citado de forma estilizada. Entre as obras que constam o gênero como plataforma composicional estão Peixinho danse le frevo au Brésil - para quatro saxofones (S.A.T.B.) e um performer do compositor santista Gilberto Mendes (1999), Frevo Paulista para piano, saxofone alto, duas flautas e contrabaixo acústico  (S/D), IV. Frevo do Trio em 4 Movimentos para piano, violino e violoncelo (S/D) e Frevo Fugato para coro misto e piano (S/D), André no frevo para vibrafone, sopros e banda (piano, bateria etc.), André no frevo para piano solo (S/D),  Frevata para quarteto de trombones e banda ou orquestra, de Edmundo Villani-Côrtes.